# Crocifissione (Palmezzano)
La Crocifissione è un dipinto a olio su tavola (119x90 cm) di Marco Palmezzano, databile al 1500 circa e conservato nella Galleria degli Uffizi a Firenze.

## Storia e descrizione
In passato è stata ritenuta opera del Perugino.
La composizione risale ai primi anni del XVI secolo, certamente, per motivi formali, in anni vicini alla Immacolata col Padre Eterno in gloria e i santi Anselmo, Agostino e Stefano, del 1510, nell'Abbazia di San Mercuriale di Forlì. Milanesi riportò come la tavola avesse un'iscrizione citata in una scheda del XVIII secolo (oggi irreperibile) che recitava: MARCHUS PALMIZANUS FOROLIVIENSIS FACIEBAT. PICTORIS NOMEN EST IN TABULA MEDIOCRIS FORMAE IN SACRARIO ECCLESIAE MONTIS OLIVETI.
Un'alta croce, abbracciata al piede dalla Maddalena, divide il quadro in due aree: a sinistra si vedono la Madonna e l'altra Maria; a destra san Giovanni Evangelista. Le figure sono "ben dentro l'ambiente paesistico, grandioso e solenne nel raccordo generale ad arco fra le rupi di destra, l'albero di sinistra e la vallata di centro" (Buscaroli). Da notare lo stormo di uccelli, sulla sinistra, disposti in maniera simile a quelli del dipinto dell'Immacolata.
Si è cercato di ricondurre l'opera all'una o all'altra di diverse scuole (umbra, ferrarese, veneta, ecc.), ma invano: in realtà, sono presenti influssi di varia provenienza, ma rifusi in un'unica, nuova, sintesi, come dimostra il fallimento dei tentativi di cui sopra. Si tratta, in definitiva, di un dipinto maturo di un Palmezzano esponente della cosiddetta scuola forlivese. Al proposito, va notato che l'altezza particolarmente accentuata della croce è un carattere tipico della scuola forlivese. Lo si nota ancor più evidentemente nella precedente Crocifissione del Palmezzano, oggi conservata nella Pinacoteca Civica di Forlì.